# Hylemera tenuis
Hylemera tenuis là một loài bướm đêm trong họ Geometridae.